# Помпедда, Марио Франческо
Марио Франческо Помпедда (итал. Mario Francesco Pompedda; 18 апреля 1929, Оцьери, королевство Италия — 18 октября 2006, Рим, Италия) — итальянский куриальный кардинал, церковный юрист и доктор обоих прав. Декан Трибунала Священной Римской Роты с 11 сентября 1993 по 16 ноября 1999. Титулярный архиепископ Бизарцио с 29 ноября 1997 по 21 февраля 2001. Председатель Дисциплинарной Комиссии Римской курии с 14 февраля 1998 по 16 ноября 1999. Префект Верховного Трибунала Апостольской Сигнатуры с 16 ноября 1999 по 27 мая 2004. Председатель Комиссии Адвокатов Римской курии с 7 марта 2000 по 18 октября 2006. Кардинал-дьякон с титулярной диаконией Аннунчационе-делла-Беата-Вирджине-Мария-а-виа-Ардеатина с 21 февраля 2001.